# Nghị viện châu Âu
Nghị viện châu Âu (Europarl hay EP) là một nghị viện với các nghị sĩ được bầu cử trực tiếp của Liên minh châu Âu (EU). Cùng với Hội đồng Liên minh châu Âu (the Council), nó tạo thành lưỡng viện cơ quan lập pháp của các thể chế của Liên minh và được mô tả là một trong những cơ quan lập pháp quyền lực nhất thế giới. Nghị viện châu Âu là một trong ba nhánh lập pháp của Liên minh châu Âu và là một trong bảy tổ chức của Liên minh. Cùng với Hội đồng Liên minh châu Âu, Nghị viện thông qua luật pháp châu Âu, thường là theo đề xuất của Ủy ban châu Âu. Tuy nhiên, các quyền như thế bị giới hạn bởi quyền hạn mà các các quốc gia thành viên giao cho Cộng đồng châu Âu. Do đó, định chế này có ít quyền kiểm soát đối với các lãnh vực chính sách do các quộc gia và bên trong hai trong ba trụ cột của Liên minh châu Âu. Nghị viện châu Âu bao gồm 750 nghị sĩ (Nghị sĩ Nghị viện châu Âu) (Ireland có 12 nghị sĩ) cấu thành khu bầu cử dân chủ lớn thứ hai thế giới (sau Ấn Độ) và là khu bầu cử dân chủ xuyên quốc gia lớn nhất trên thế giới (492 triệu người).

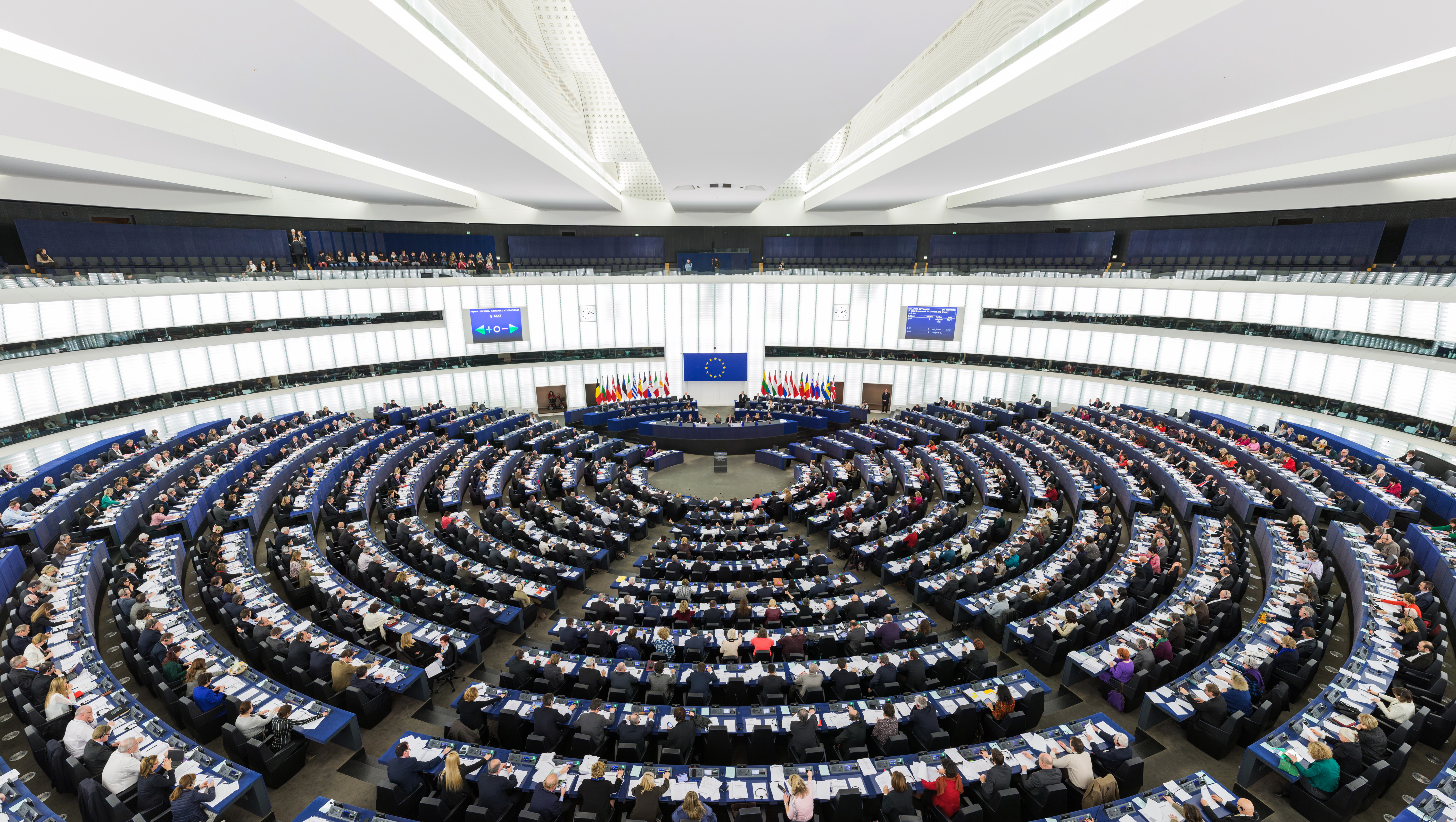
Phòng họp Nghị viện châu Âu tại Strasbourg

Nghị viện được bầu cử trực tiếp mỗi năm năm một lần theo thể thức phổ thông đầu phiếu kể từ năm 1979. Dù Nghị viện châu Âu có quyền lập pháp mà các cơ quan nói trên không có, cơ quan này lại không có quyền chủ động lập pháp như phần lớn các nghị viện quốc gia. Trong khi nó là "thể chế đầu tiên" của Liên minh châu Âu (được nêu đầu tiên ở trong các hiệp ước, có quyền lực lễ nghi ở trên các cơ quan khác cấp châu Âu), Hội đồng lại có quyền về lập pháp cao hơn Nghị viện nếu thủ tục cùng quyết định (quyền bình đẳng về sửa đổi và bác bỏ) không áp dụng. Tuy nhiên, Nghị viện lại có quyền kiểm soát ngân sách Liên minh châu Âu kể từ thập niên 1970 và có quyền phủ quyết đối với việc bổ nhiệm Ủy ban châu Âu.
Nghị viện châu Âu có hai địa điểm họp, đó là Immeuble Louise Weiss ở Strasbourg, Pháp, dành cho các phiên họp toàn thể và là trụ sở chính thức của Nghị viện và tổ hợp Espace Léopold/Leopoldwijk ở Brussel, Bỉ, là tòa nhà nhỏ hơn, phục vụ cho các cuộc họp trù bị và bổ sung, không toàn thể. Chi phí đi lại của các nghị sĩ Nghị viện châu Âu là một điều quan tâm. Ban thư ký Nghị viện châu Âu, cơ quan hành chính của Nghị viện, đóng ở Luxembourg.
Chủ tịch Nghị viện châu Âu hiện nay là David Sassoli (Liên minh Tiến bộ Xã hội và Dân chủ), được bầu tháng 7 năm 2019. Phó chủ tịch là bà Roberta Metsola (Nhóm Đảng Nhân dân Châu Âu EPP) giữ chức từ tháng 11 năm 2020.  Cuộc bầu cử trên toàn Liên minh mới nhất là bầu cử Nghị viện châu Âu 2019.

## Kết quả

### Bầu cử Nghị viện châu Âu 1979
Trong Nghị viện châu Âu có 410 ghế, cần đủ 206 ghế để chiếm đa số.

Thành phần sau bầu cử của phái đoàn mỗi quốc gia thành viên

| Đảng phái                                                     | Bầu phiếu   | Tỷ lệ  | Đại biểu  |
| ------------------------------------------------------------- | ----------- | ------ | --------- |
| Liên minh Tiến bộ của những người Xã hội chủ nghĩa và Dân chủ | 29.530.418  | 26,62% | 113 / 410 |
| Đảng Nhân dân Châu Âu                                         | 31.355.631  | 28,26% | 107 / 410 |
| Đảng Dân chủ Châu Âu                                          | 6.878.970   | 6,20%  | 64 / 410  |
| Nhóm Cộng sản và Đồng minh                                    | 14.908.281  | 13,44% | 44 / 410  |
| Đảng Liên minh Tự do và Dân chủ vì Châu Âu                    | 11.520.616  | 10,38% | 40 / 410  |
| Đảng Dân chủ Tiến bộ Châu Âu                                  | 4.114.969   | 3,71%  | 22 / 410  |
| Khác                                                          | 16.031.481  | 11,39% | 20 / 410  |
| Tổng cộng                                                     | 114.340.366 | 100%   | N/A       |

### Bầu cử Nghị viện châu Âu 2024
Trong Nghị viện châu Âu có 720 ghế, cần đủ 361 ghế để chiếm đa số.

Kết quả theo quốc gia thành viên, được tô theo số phiếu bầu phổ biến của nhóm EP

| Đảng phái                                                     | Tỷ lệ | Đại biểu  |
| ------------------------------------------------------------- | ----- | --------- |
| Đảng Nhân dân châu Âu                                         | 23,5% | 188 / 720 |
| Liên minh Tiến bộ của những người Xã hội chủ nghĩa và Dân chủ | 17,4% | 136 / 720 |
| Những người yêu nước vì châu Âu                               | 10,5% | 84 / 720  |
| Nhóm Bảo thủ và Cải cách Châu Âu                              | 9,9%  | 78 / 720  |
| Đổi mới Châu Âu                                               | 10,1% | 77 / 720  |
| Liên minh Tự do Châu Âu–Xanh                                  | 8,1%  | 53 / 720  |
| Khác                                                          | 20,5% | 104 / 720 |
| Tổng cộng                                                     | 100%  | N/A       |

## Các giải thưởng được trao tặng bởi Nghị viện châu Âu

### Giải thưởng Sakharov

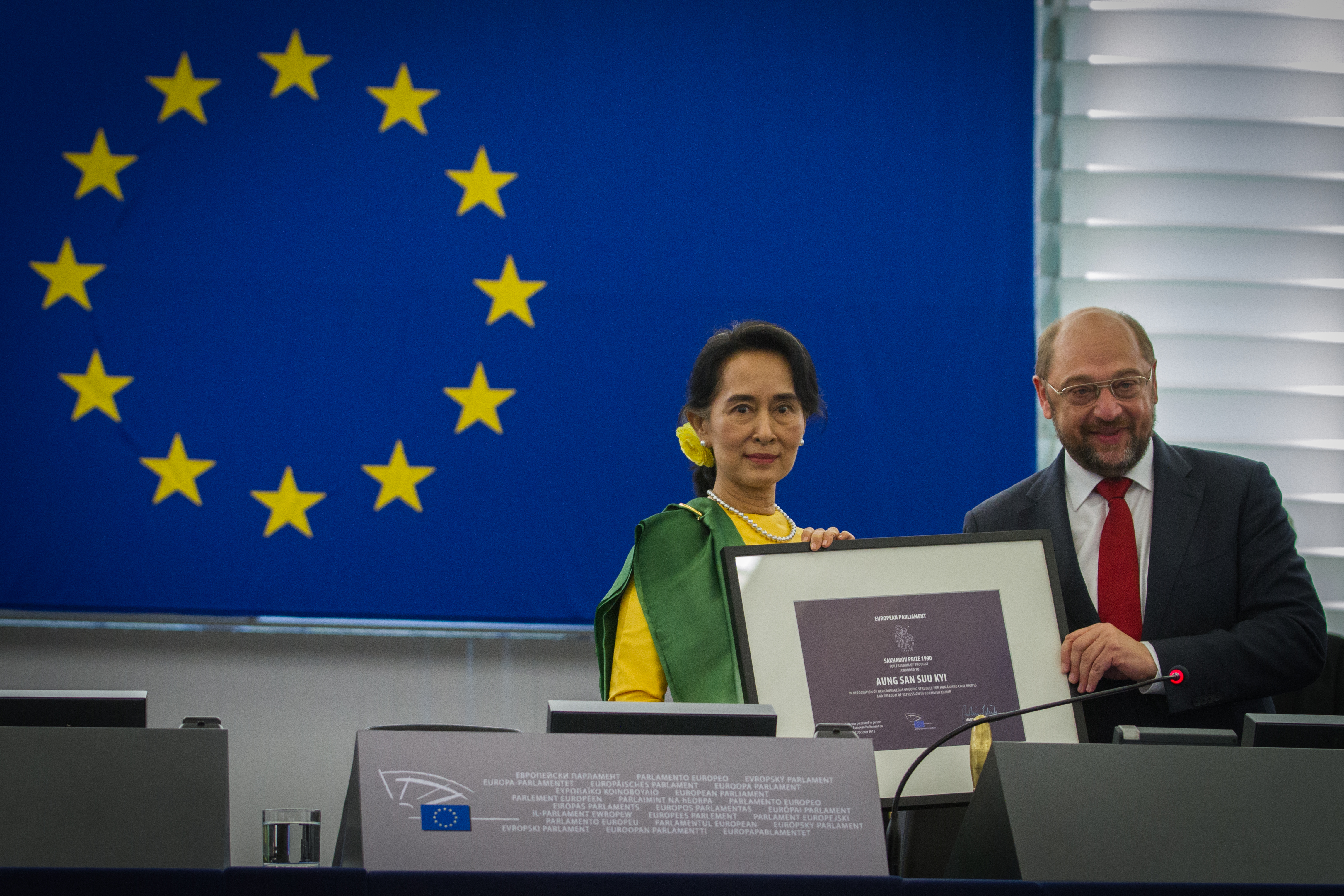
Lễ trao Giải thưởng Sakharov dành cho Aung San Suu Kyi bởi Martin Schulz, vào năm 2013

Giải thưởng Sakharov của Nghị viện châu Âu được thành lập vào năm 1988 nhằm mục đích hỗ trợ nhân quyền bằng cách trao giải thưởng cho các cá nhân góp phần thúc đẩy nhân quyền trên toàn thế giới, do đó nâng cao nhận thức về vi phạm nhân quyền. Các ưu tiên bao gồm: bảo vệ nhân quyền và các quyền tự do cơ bản, đặc biệt tập trung vào quyền tự do ngôn luận;  bảo vệ quyền của thiểu số;  tuân thủ luật pháp quốc tế;  và phát triển nền dân chủ và pháp quyền đích thực.

### Giải thưởng Thanh niên châu Âu Charlemagne
Giải thưởng Thanh niên Charlemagne Châu Âu được trao bởi Nghị viện châu Âu và Tổ chức Giải thưởng Charlemagne Quốc tế của Aachen nhằm khuyến khích sự tham gia của giới trẻ vào quá trình hội nhập châu Âu và cho các dự án thanh niên nhằm nuôi dưỡng bản sắc chung châu Âu và quyền công dân châu Âu.

### Giải thưởng Công dân châu Âu
Giải thưởng Công dân châu Âu được Nghị viện châu Âu trao tặng cho các cá nhân và tổ chức hoạt động nhằm thúc đẩy sự hội nhập giữa công dân của các quốc gia thành viên EU và các dự án hợp tác xuyên quốc gia trong EU.

### Giải Lux
Kể từ năm 2007, Giải Lux được trao bởi Nghị viện châu Âu cho những bộ phim đề cập đến các chủ đề hiện tại được công chúng châu Âu quan tâm nhằm khuyến khích sự phản ánh về châu Âu và tương lai của nó.  Theo thời gian, Giải thưởng Lux đã trở thành một giải thưởng điện ảnh uy tín hỗ trợ sản xuất và làm phim châu Âu bên ngoài EU.

### Giải thưởng nhà báo Daphne Caruana Galizia
Từ năm 2021, Giải Báo chí Daphne Caruana Galizia sẽ được Nghị viện châu Âu trao tặng cho các nhà báo xuất sắc phản ánh các giá trị của EU.  Giải thưởng bao gồm 20.000 euro và người đoạt giải đầu tiên sẽ được tiết lộ vào tháng 10 năm 2021. Giải thưởng này được đặt theo tên của cố nhà báo người Malta, Daphne Caruana Galizia, người đã bị ám sát ở Malta vào ngày 16 tháng 10 năm 2017. Vào năm 2021, giải thưởng đã được trao cho Pegasus Project.